# Ingeborg Schwarzenberg de Schmalz
Ingeborg Schwarzenberg Clericus (Osorno, 12 de diciembre de 1914-Santiago de Chile, 25 de enero de 2005), conocida como Ingeborg Schwarzenberg de Schmalz, fue una profesora, genealogista y cronista chilena de origen alemán que realizó extensas investigaciones histórico-genealógicas sobre las familias alemanas radicadas en Chile y sus descendientes, siendo la principal autoridad en la materia.

## Biografía
Nació en Osorno el 12 de diciembre de 1914 siendo la mayor de cuatro hermanos del matrimonio formado por Georg Schwarzenberg Herbeck y Elfriede Clericus Berkhoff. Hizo sus primeros estudios en el colegio alemán de Osorno. Ingresó al Instituto Pedagógico de la Universidad de Chile donde obtuvo el título de Profesor de Estado en Alemán. Murió en Santiago de Chile el 25 de enero de 2005.

## Legado
Los 140 volúmenes de anotaciones referentes a familias alemanas radicadas en Chile, así como su colección de documentos y libros fue donada a la Biblioteca y Archivo Histórico Emilio Held Winkler, en Santiago de Chile, quienes conservan su vasto legado.

## Obras
- Soziale herkunft und entwicklung einiger deutschstammiger femilien in Chile
- Origen de algunas familias alemanas radicadas en Chile
- Dokumente zur Geschichte der deutschen Einwanderung